# Plataforma Acácia
Plataforma Acácia é um repositório de Genealogia acadêmica, concebido por um grupo de pesquisadores brasileiros com o intuito de documentar as relações formais de orientação nos programas de pós-graduação do Brasil. Essa documentação é feita sob a forma de grafos de genealogia acadêmica, em que cada vértice representa um pesquisador e cada aresta uma relação formal de orientação concluída entre dois pesquisadores. Atualmente, a Plataforma Acácia concentra 1.111.544 acadêmicos e 1.208.399 relações formais de orientação nos níveis de Mestrado e Doutorado.

## Fonte de informações
Os dados disponibilizados pela Plataforma Acácia foram extraídos da Plataforma Lattes, um repositório de currículos acadêmicos que contém cerca de 5,1 milhões de pesquisadores registrados. A jovem comunidade acadêmico-científica brasileira utiliza a Plataforma Lattes como ferramenta para o registro de suas atividades, por meio de currículos, o que constitui uma fonte ímpar de informações acadêmicas. Dentre as diversas informações que os currículos disponibilizam, está a linhagem acadêmica, isto é, os ascendentes (orientadores) e descendentes (orientados) de um indivíduo. Identificar a genealogia acadêmica por meio da Plataforma Lattes pode não ser uma tarefa trivial, pois não há estruturação neste sentido para os usuários. Também, há situações em que o vínculo entre pesquisadores e seus ascendentes ou descendentes não é explícito, isto é, contém os nomes, mas não o link dos currículos. Na Plataforma Acácia, estas dificuldades são tratadas por meio de casamento de nomes, utilizando os nomes completos dos pesquisadores.

## Sobre Acácia

Árvore Acácia, uma espécie nativa do sudeste Australiano, cujo formato da copa assemelha-se com os grafos de genealogia acadêmica identificados no contexto brasileiro.

O termo Acácia é uma inspiração da árvore Acácia, uma espécie nativa do sudeste Australiano. O formato da copa desta espécie assemelha-se com os grafos de genealogia acadêmica identificados no contexto brasileiro, ou seja, são compactos em termos de altura, indicando que no Brasil a Ciência é jovem (possui poucas gerações de doutores e mestres), mas largos, em termos de comprimento.